# Chloe Carter
Chloe Carter (Dallas, Texas; 27 de enero de 1997) es una actriz pornográfica y modelo erótica estadounidense.

## Biografía
Nació y se crio en Dallas (Texas), aunque durante su infancia y juventud temprana también vivió en Wilmington (Carolina del Norte), donde comenzó a trabajar como estríper. En esta última ciudad conoció al marido de la actriz pornográfica Eva Lovia, de quien terminó convirtiéndose en su asistente personal.
Después de un tiempo detrás de las cámaras, decidió animarse y profundizar en la industria pornográfica, debutando como actriz en el año 2015, a los 18 años de edad. Rodó su primera escena para la productora Burning Angel, dirigida por Joanna Angel.
Como actriz, ha grabado películas para productoras como Burning Angel, Mofos, Devil's Film, Kick Ass, Pervcity, Exile Distribution, Filly Films, CX WOW, Evil Angel, Digital Playground, Brazzers, Le Wood Productions o Sins Life, entre otras.
En 2017 fue nominada en los galardones que los fanes de los Premios AVN ofrecen, en la categoría de Debutante más caliente.
Ha aparecido en más de 70 películas como actriz.
Algunas películas de su filmografía son All Access POV, Gothic Anal Whores, It's My First Time 4, Lesbian Anal Virgins 2, Nikki Hearts' Strap On Fucks The World, Professional Anal Whores 2, Ready For Anal 3, School of Black Cock 3, Stepmom Swap o Tight Anal Sluts 3.

## Premios y nominaciones
| Año  | Ceremonia         | Resultado | Premio                             | Trabajo            |
| ---- | ----------------- | --------- | ---------------------------------- | ------------------ |
| 2017 | Premios AVN       | Nominada  | Premio fan: Debutante más caliente | —                  |
| 2018 | AltPorn Awards    | Nominada  | Mejor muestra gótica               | Gothic Anal Whores |
| 2018 | Nightmoves        | Nominada  | Best Ink                           | —                  |
| 2018 | Spank Bank Awards | Nominada  | Best 'Fuck Me' Eyes                | —                  |
| 2018 | Spank Bank Awards | Nominada  | Empress of Nipple Paradise         | —                  |
| 2018 | Spank Bank Awards | Nominada  | Tattooed Temptress of the Year     | —                  |